# U-420 (tàu ngầm Đức)
U-420 là một tàu ngầm tấn công  Lớp Type VII thuộc phân lớp Type VIIC được Hải quân Đức Quốc Xã chế tạo trong Chiến tranh Thế giới thứ hai. Nhập biên chế năm 1942, nó chỉ thực hiện được hai chuyến tuần tra và không đánh chìm được mục tiêu nào. U-420 mất tích trong chuyến tuần tra thứ hai trong vùng biển Bắc Đại Tây Dương từ ngày 20 tháng 10, 1943 mà không thể xác định nguyên nhân.

## Thiết kế và chế tạo

### Thiết kế

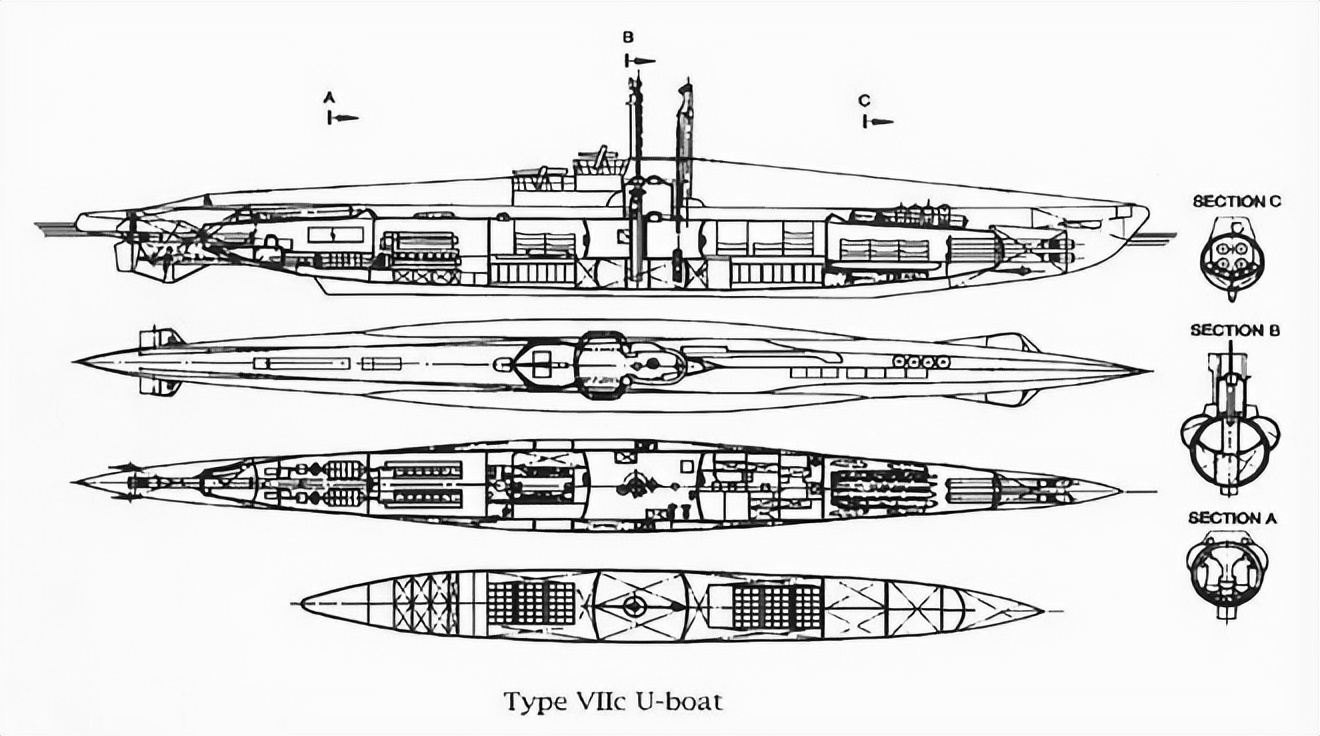
Sơ đồ các mặt cắt một tàu ngầm Type VIIC

Phân lớp VIIC của Tàu ngầm Type VII là một phiên bản VIIB được kéo dài thêm. Chúng có trọng lượng choán nước 769 t (757 tấn Anh) khi nổi và 871 t (857 tấn Anh) khi lặn). Con tàu có chiều dài chung 67,10 m (220 ft 2 in), lớp vỏ trong chịu áp lực dài 50,50 m (165 ft 8 in), mạn tàu rộng 6,20 m (20 ft 4 in), chiều cao 9,60 m (31 ft 6 in) và mớn nước 4,74 m (15 ft 7 in).
Chúng trang bị hai động cơ diesel Germaniawerft F46 siêu tăng áp 6-xy lanh 4 thì, tổng công suất 2.800–3.200 PS (2.100–2.400 kW; 2.800–3.200 bhp), dẫn động hai trục chân vịt đường kính 1,23 m (4,0 ft), cho phép đạt tốc độ tối đa 17,7 kn (32,8 km/h), và tầm hoạt động tối đa 8.500 nmi (15.700 km) khi đi tốc độ đường trường 10 kn (19 km/h). Khi đi ngầm dưới nước, chúng sử dụng hai động cơ/máy phát điện Garbe, Lahmeyer & Co. RP 137/c  tổng công suất 750 PS (550 kW; 740 shp). Tốc độ tối đa khi lặn là 7,6 kn (14,1 km/h), và tầm hoạt động 80 nmi (150 km) ở tốc độ 4 kn (7,4 km/h). Con tàu có khả năng lặn sâu đến 230 m (750 ft).
Vũ khí trang bị có năm ống phóng ngư lôi 53,3 cm (21 in), bao gồm bốn ống trước mũi và một ống phía đuôi, và mang theo tổng cộng 14 quả ngư lôi, hoặc tối đa 22 quả thủy lôi TMA, hoặc 33 quả TMB. Tàu ngầm Type VIIC bố trí một hải pháo 8,8 cm SK C/35 cùng một pháo phòng không 2 cm (0,79 in) trên boong tàu. Thủy thủ đoàn bao gồm 4 sĩ quan và 40-56 thủy thủ.

### Chế tạo
U-420 được đặt hàng vào ngày 20 tháng 1, 1941, và được đặt lườn tại xưởng tàu Danziger Werft ở Danzig (nay là Gdańsk thuộc Ba Lan) vào ngày 3 tháng 12, 1941. Nó được hạ thủy vào ngày 18 tháng 8, 1942, và nhập biên chế cùng Hải quân Đức Quốc Xã vào ngày 16 tháng 12, 1942 dưới quyền chỉ huy của Hạm trưởng, Trung úy Hải quân Peter Högqvist.

## Lịch sử hoạt động
Sau khi hoàn tất việc huấn luyện trong thành phần Chi hạm đội U-boat 8, U-420 được điều động sang Chi hạm đội U-boat 11 từ ngày 1 tháng 7, 1943 để hoạt động trên tuyến đầu.

### Chuyến tuần tra thứ nhất
U-420 xuất phát từ cảng Kiel, Đức vào ngày 12 tháng 6 cho chuyến tuần tra đầu tiên trong chiến tranh. Nó đã tiến ra Bắc Hải dọc theo bờ biển Na Uy, rồi băng qua khe GI-UK giữa quần đảo Faroe và Iceland để vòng qua quần đảo Anh và tiến vào Đại Tây Dương. Chiếc tàu ngầm bị một máy bay ném bom B-24 Liberator của Không quân Hoàng gia Canada (RCAF) tấn công vào ngày 3 tháng 7. Một quả ngư lôi FIDO Mark 24 dò âm đã đánh trúng chiếc U-boat, khiến hai thủy thủ thiệt mạng và một người khác bị thương. Con tàu bị hư hại nặng đến mức nó buộc phải kết thúc chuyến tuần tra, và về đến cảng Lorient bên bờ biển Đại Tây Dương của Pháp đã bị Đức chiếm đóng, đến nơi vào ngày 16 tháng 7.

### Chuyến tuần tra thứ hai – Bị mất
Sau khi di chuyển từ Lorient đến cảng Brest, Pháp, U-420 khởi hành từ đây vào ngày 9 tháng 10 cho chuyến tuần tra thứ hai, cũng là chuyến cuối cùng, để tiếp tục hoạt động tại vùng biển giữa Đại Tây Dương. Chiếc tàu ngầm mất liên lạc từ ngày 20 tháng 10 tại tọa độ khoảng 48°00′B 21°00′T / 48°B 21°T, và được cho là đã mất với tổn thất toàn bộ 49 thành viên thủy thủ đoàn mà không rõ nguyên nhân.
Trước đây một số nguồn cho rằng U-420 bị mất trong Bắc Đại Tây Dương vào ngày 26 tháng 10, 1943 do trúng mìn sâu thả từ một máy bay ném bom B-24 Liberator thuộc Liên đội 10/A RCAF, và đắm tại tọa độ 50°49′B 41°01′T / 50,817°B 41,017°T. Đợt tấn công này thực ra nhắm vào tàu ngầm U-91, nhưng đã không gây hư hại gì cho chiếc U-boat.